# SLC26A8
SLC26A8‏ (Solute carrier family 26 member 8) هوَ بروتين يُشَفر بواسطة جين SLC26A8 في الإنسان.